# Валова, Елена Александровна
Еле́на Алекса́ндровна Ва́лова (4 января 1963, Ленинград) — советская фигуристка, заслуженный мастер спорта СССР (1983), чемпионка СССР 1986 года, трёхкратная чемпионка Европы (1984, 1985, 1986 гг.) и мира (1983, 1985, 1988 гг.), олимпийская чемпионка 1984 года. Выступала в паре с Олегом Васильевым.

## Спортивная карьера
Выпускница школы № 397 г. Ленинграда, СПбКОР № 1.
Начинала как одиночница. Одним из первых крупных соревнований была Зимняя Спартакиада народов СССР 1978 в Свердловске, где Елена заняла 4-е место среди девушек.
Валова и Васильев стали спортивной парой в 1979 году, они первые исполнили тройной параллельный прыжок. На матче сильнейших фигуристов СССР в Ленинграде, 13 декабря 1983 года пара выиграла короткую программу, а 15 декабря — произвольную, исполнив её абсолютно чисто (в том числе прыжки тройной тулуп и аксель в 2,5 оборота) со всеми оценками 5,9 за технику, а за артистизм даже семью оценками 6,0, при двух оценках 5,9.
В апреле 2018 года вместе со своим партнёром Олегом Васильевым включена в Зал славы мирового фигурного катания.

## Личная жизнь
С 1984 по 1992 год была замужем за Олегом Васильевым. Вышла замуж во второй раз, в 1996 году родила сына Романа.
Живёт в США, работает детским тренером по фигурному катанию в «The Robert Morris University Island Sports Center».

## Спортивные достижения

### Результаты в любительском спорте
(с О.Васильевым)
| Соревнования                                | 1980—81 | 1981—82 | 1982—83 | 1983—84 | 1984—85 | 1985—86 | 1986—87 | 1987—88 |
| ------------------------------------------- | ------- | ------- | ------- | ------- | ------- | ------- | ------- | ------- |
| Зимние Олимпийские игры                     |         |         |         | 1       |         |         |         | 2       |
| Чемпионаты мира                             |         |         | 1       | 2       | 1       | 2       | 2       | 1       |
| Чемпионаты Европы                           |         |         | 2       | 1       | 1       | 1       | 2       |         |
| Чемпионаты СССР                             |         | 5       |         |         | 2       | 1       |         |         |
| Skate America                               |         | 3       | 1       |         |         |         |         |         |
| NHK Trophy                                  |         |         |         |         |         |         | 1       |         |
| Nebelhorn Trophy                            |         | 1       |         |         |         |         |         |         |
| Турнир на призы газеты «Московские новости» | 3       |         | 3       | 1       |         |         |         | 2       |
| Coupe des Alpes                             | 1       |         |         |         |         |         |         |         |

### Результаты в профессионалах
(с О.Васильевым)
| Соревнования                          | 1989—90 | 1990—91 | 1991—92 | 1992—93 | 1993—94 | 1994—95 | 1997—98 |
| ------------------------------------- | ------- | ------- | ------- | ------- | ------- | ------- | ------- |
| Чемпионат мира среди профессионалов   | 2       | 4       | 4       | 4       | 3       |         |         |
| Турнир «World Challenge of Champions» | 2       | 5       | 4       | 2       | 3       |         |         |
| Чемпионат Канады среди профессионалов |         |         |         |         |         | 4       |         |
| Турнир «US Open»                      |         |         |         | 5       | 2       |         | 5       |
| Турнир «Masters Miko»                 |         |         |         |         | 3       |         |         |
| Турнир «Legends»                      |         |         |         |         |         |         | 2       |